# Isla Santa María (Cerdeña)
Isla Santa María (en italiano: Isola Santa Maria) es una isla de archipiélago de La Maddalena al norte de Cerdeña, cerca del estrecho de Bonifacio.  Constituye, junto con otras islas, parte del parque nacional archipiélago de La Maddalena.
La isla de Santa María tiene un área de 2 kilómetros cuadrados y un perímetro de unos 10 km.  Su parte más alta, llamado Guardia del Tuco, apenas alcanza los 49 metros.